# Parafia Narodzenia Najświętszej Maryi Panny w Inwałdzie
Parafia pod wezwaniem Narodzenia Najświętszej Maryi Panny w Inwałdzie – parafia rzymskokatolicka znajdująca się w Inwałdzie. Należy do dekanatu Andrychów diecezji bielsko-żywieckiej.
Pierwszy drewniany kościół w Inwałdzie został wybudowany w 1318 roku, a jego fundatorem był królewski dworzanin Ligęza. W 1747 r. obok drewnianej świątyni wybudowano nową z cegły i kamienia. Jej fundatorem był dziedzic Inwałdu Franciszek Szwarzenberg-Czerny.
W 1850 r. drewniany kościół rozebrano, na jego miejscu stoją duże lipy. Nowa świątynia swój tytuł odziedziczyła po rozebranym kościele. Budynek został konsekrowany w 1756 r. przez biskupa krakowskiego Franciszka Potokańskiego. Kościół wzniesiono w stylu późnobarokowym. W jednonawowym wnętrzu z dwoma bocznymi absydami nie ma ani jednej kolumny czy filaru. Główny ołtarz z XVIII w. zwieńczony jest figurami cherubinów oraz bogatym monogramem NMP ze spływającym płaszczem królewskim. Po bokach ołtarza znajdują się figury przedstawiające rodziców Maryi, świętych Joachima i Annę.
Boczne ołtarze posiadają XVIII-wieczne obrazy: świętej Rodziny, św. Franciszka z Asyżu, św. Jana Nepomucena i św. Mikołaja.
Polichromia na sklepieniu wykonana jest w 1928 r. przez lwowskiego profesora Karola Polityńskiego. Przedstawia Wniebowzięcie NMP, Jej koronację przez Trójcę Świętą oraz śmierć św. Józefa w obecności Maryi.
Obraz Matki Bożej jest pochodzenia skandynawskiego i powstał w XV wieku. Do Polski trafił w 1534 r. Przywieziony został z Węgier przez grasujących w okolicach Andrychowa zbójców.
Obraz Maryi był własnością herszta bandy i wisiał w kapliczce wybudowanej na palach na inwałdzkim stawie. Zbójcy podpływali tam na łodziach. W niedługim czasie banda została rozbita przez Augustyna Kordeckiego, późniejszego przeora i obrońcę Jasnej Góry. Wyprawił się on na zbójców, gdyż ci porwali jego siostrę z dworu Zebrzydowskich. Po tych wydarzeniach herszt bandy nawrócił się, a obraz NMP przekazał mieszkańcom Inwałdu i umieszczono go w głównym ołtarzu.
Jan Twardowski w swej „Litanii Polskiej”, wymieniając najważniejsze sanktuaria maryjne w Polsce napisał:
„Zapisy parafialne prowadzone od 1756 r. dowodzą, że sława tego obrazu znana była nie tylko miejscowej ludności, ale i na Podhalu, Śląsku, Małopolsce i Mazowszu.”